# Fila (marca)
Fila és una marca comercial d'indumentària esportiva sud-coreana amb seu a Seül. L'empresa va ser fundada originalment per Ettore i Giansevero Fila l'any 1911 a Coggiola, a Itàlia. Fila Korea va adquirir la marca el 2007 i va llançar la seva oferta pública inicial a la borsa de Corea del Sud el setembre de 2010.
Fila Holdings és propietari del fabricant d'equips de golf Acushnet Company. Els principals accionistes de Fila Holdings inclouen Piemonte Co., Ltd amb un 20%, Fila Holdings amb un 20% i el Servei Nacional de Pensions de Corea del Sud, al voltant del 13%. Gene Yoon (Yoon Yoon-su), que posseeix una participació del 75% exerceix com a president de Fila Holdings. L'executiu en cap és Yoon Keun-chang.

## Història

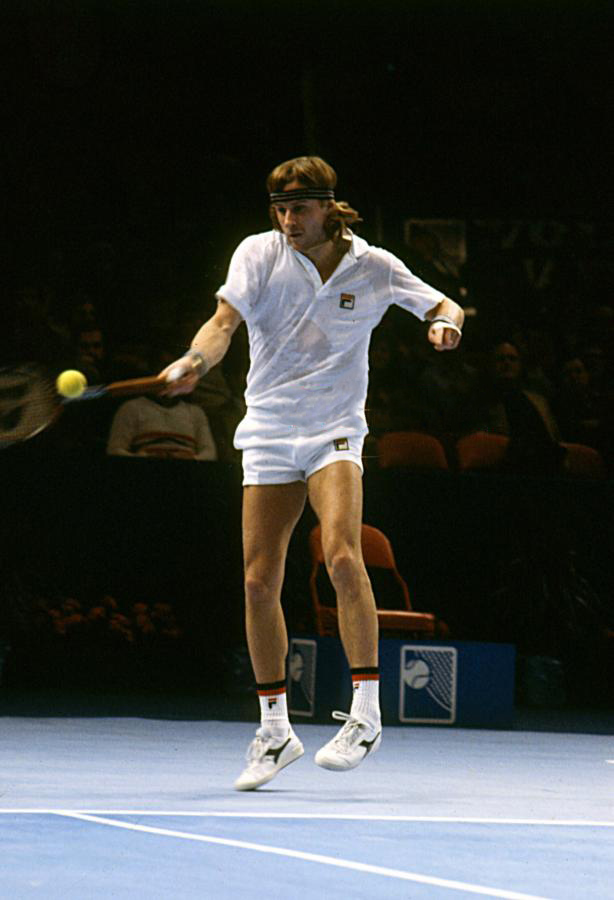
Björn Borg el 1981

L'any 1906, els germans Ettore i Giansevero Fila es van incorporar al molí de llana Giuseppe Regis i Figli di Coggiola a Biella, al Piemont. L'any 1911, els germans Regis es van retirar de l'empresa i el molí de llana va prendre el nom de Fratelli Fila S.p.A. Fila es va fundar oficialment el 1923. Originalment feia roba interior. A la dècada del 1970 va començar a fabricar roba esportiva, amb un acord de patrocini amb el tenista Björn Borg.
El 1988 Fila va canviar de propietat de l'empresa química italiana SNIA S.p.A. a la societat de cartera controlada per FIAT Gemina, posteriorment reestructurat com a Holding di Partecipazioni. El 1991 Fila va canviar el focus de la roba a Europa al calçat als Estats Units d'Amèrica (EUA). Els patrocinis de jugadors de bàsquet com ara Grant Hill i Jerry Stackhouse van ajudar a fer de Fila America la marca de calçat de més ràpid creixement el 1995.
L'any 2003, Holding di Partecipazioni va vendre l'empresa a Cerberus Capital Management, un fons voltor amb seu als EUA. Cerberus era propietari de Fila a través del holding Sports Brands International. El gener de 2007, la marca i totes les seves filials internacionals van ser adquirides per Fila Korea.
L'octubre de 2019, el grup de K-Pop BTS es va convertir en els ambaixadors globals de la marca Fila. El març de 2021, Fila Xina va declarar que continuaria obtenint cotó de la regió de Xinjiang malgrat les crítiques públiques que aquest cotó s'havia produït amb treball uigur forçat a la regió.